# Bariera jądrowa
Bariera jądrowa – zespół (grupa) odpowiednio wybranych celów (obiektów), które podlegają większej liczbie uderzeń jądrowych, przy czym część uderzeń wykonywana jest w postaci wybuchów naziemnych. Oprócz zniszczenia obiektów powstaje strefa skażonego terenu o dużym natężeniu promieniowania. Bariery jądrowe mają na celu ograniczenie manewru wojsk przeciwnika i dowozu zaopatrzenia. Mogą być też tworzone przez wysadzenie min jądrowych. Przykładem bariery jądrowej realizowanej za pomocą min jądrowych był, zlokalizowany na terenie Republiki Federalnej Niemiec, tzw. pas Trettnera.  Był to obszar, gdzie za pomocą atomowych min o stosunkowo niewielkiej mocy planowano stworzyć strefę zniszczeń utrudniających szybki atak wojsk Układu Warszawskiego na zachód. Zniszczeniu ulec miały kluczowe węzły drogowe i kolejowe, mosty czy infrastruktura transportowa.